# Lytocarpia phyteuma
Lytocarpia phyteuma is een hydroïdpoliep uit de familie Aglaopheniidae. De poliep komt uit het geslacht Lytocarpia. Lytocarpia phyteuma werd in 1876 voor het eerst wetenschappelijk beschreven door Kirchenpauer. 